# Gavirate
Gavirate (Gaviràa in dialetto varesotto) è un comune italiano di 9 143 abitanti della provincia di Varese in Lombardia. 
Situata in posizione strategica sulla riva del Lago di Varese, a cui un tempo dava il nome, Gavirate è una cittadina dalle origini antichissime; nel territorio comunale vi sono vari centri storici, ciascuno dei quali ha mantenuto sostanzialmente integra la propria identità.
Oltre alle frazioni maggiori, Voltorre e Oltrona al Lago, comprensiva della località Groppello, che fino al 16 settembre 1927 erano comuni autonomi, Gavirate ha al suo interno quattro nuclei cittadini indipendenti: Armino, Pozzolo, Fignano e la Gavirate "propriamente detta".
Dal 15 marzo 2024, su decreto del Presidente della Repubblica, Gavirate gode del titolo di città.

## Origini del nome

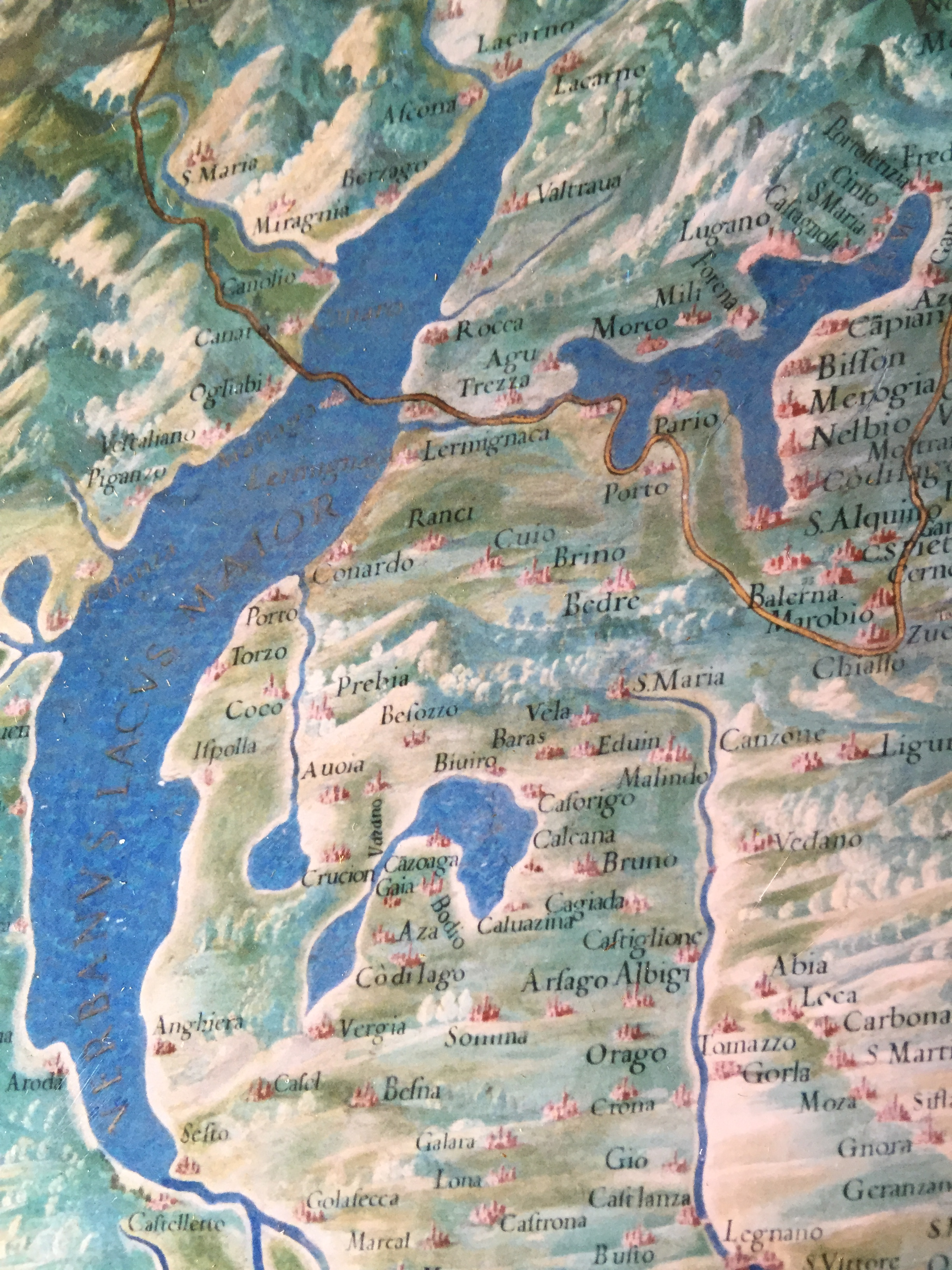
Dettaglio della mappa del Ducato di Milano nella Galleria delle carte geografiche dei Musei Vaticani (Ignazio Danti, 1581); al centro è riscontrabile il toponimo Biuiro, che alcune fonti interpretano come "antenato" di Gavirate.

Per quanto riguarda l'etimologia del nome "Gavirate" sono state formulate diverse ipotesi. Alcune ascrivono la genesi del toponimo a un nome proprio latino, Gaberius o Gabius (da cui la forma latinizzata Gaberiatum), oppure dai termini glaream o glareatum, ovvero "ghiaia". Un'altra teoria fa riferimento alla presenza, su alcune carte geografiche di epoca rinascimentale, di una località denominata Biuiro sulle rive del Lago di Varese, in una collocazione giudicata compatibile con quella di Gavirate. Il nome Biuiro avrebbe un'origine celtiberica e una diretta correlazione alle caratteristiche geomorfologiche locali: contiene infatti il lemma uir, ossia "acqua", assimilabile anche alla radice uar, che è talora indicata come base del toponimo Varese. A "uir" si sarebbero successivamente aggiunte altre radici celtiche, gau, che sta per "territorio, contrada", e raudas ("strada"), dando origine alle varie forme in cui il toponimo iniziò ad essere attestato: Gaurà, Gavirado (menzionato in un documento del re longobardo Liutprando, databile al 713), Gavirago (segnalata nel 1191), Guairà (attestata nell'Estimo di Carlo V del 1558), Guirate (presente in documenti del 1722), poi stabilizzato in Gauirate e infine Gavirate.

## Storia
Il territorio gaviratese fu abitato fin dal VII millennio a.C., come dimostrato dai ritrovamenti palafitticoli sulle rive del lago di Varese. L'area del comune venne sottoposta al dominio gallico a partire dagli inizi del IV secolo a.C. e nel corso del II secolo a.C. venne occupata dai romani, divenendo parte della provincia della Gallia Cisalpina nell'89 a.C.
Relativamente al periodo alto medievale è importante il ritrovamento di un diploma dell'anno 713 in cui il re longobardo Liutprando ha legato il borgo di Gavirate al Monastero di San Pietro in Ciel d'Oro di Pavia.
Per quanto riguarda il periodo basso medievale risulta rilevante, nel XII secolo, l'insediamento di alcuni monaci dell'abbazia di Fruttuaria nel chiostro di Voltorre.
Gavirate, a partire dal 1500, come tutto il Ducato di Milano, fu interessato da saccheggi e dalle invasioni di truppe mercenarie durante il conflitto franco-spagnolo.
Nel XVI secolo, in seguito alla diffusione delle peste bubbonica, venne edificato un sito, il lazzaretto, in cui venivano seppellite le vittime dell'epidemia.
Gavirate, dopo la morte del re di Spagna Carlo II e il successivo trattato di Rastadt del 1714, passò dalla dominazione spagnola a quella austriaca. Durante questo periodo, significativo è il governo di Maria Teresa d'Asburgo, nel corso del quale si ebbe una rilevante ripresa socio-economica, incentivata anche dalla creazione del primo catasto della zona. Il Governo Napoleone fece di Gavirate un centro di aggregazione distrettuale, annettendogli buona parte dei comuni confinanti, ma l'esperimento ebbe bruscamente fine nel 1815 col ritorno degli austriaci. Fu proprio l'amministrazione del Regno Lombardo-Veneto ad autorizzare l'elezione del primo Consiglio Comunale nel 1824.
Nel 1927 il comune, parte della provincia di Como, passò alla neocostituita provincia di Varese.
Il 12 gennaio 1927, in applicazione del R.D. 16 settembre 1927, n. 2390, a Gavirate furono aggregati i territori dei soppressi comuni di Oltrona al Lago e Voltorre, mentre il 19 maggio 1929 cedette le frazioni di Chignolo, Orocco e Picco al Comune di Comerio.

### Mercato
Il mercato di Gavirate risale alla prima metà del secolo XVI. Il 20 giugno 1539 Carlo V concesse al signore di Brebbia e di Gavirate il diritto di istituire un mercato ogni venerdì, con le esenzioni e i privilegi connessi. Le ragioni di tale concessione vanno ricercate nel fatto che gli spagnoli volevano "risarcire" il territorio gaviratese, danneggiato a causa delle razzie connesse al conflitto franco-spagnolo.
Gli anni successivi videro un'espansione del mercato, che, nella seconda metà del XVI secolo, divenne centro di scambio commerciale per bestiame e prodotti agricoli per tutta l'area circostante; in particolare in esso si tenevano, due volte l'anno, nei mesi di luglio e ottobre, le fiere.

### Simboli

#### Stemma e gonfalone
Nella simbologia araldica comunale si riscontrano discrepanze tra la blasonatura delle armi e le forme effettivamente adottate dal comune.
Ai sensi del R.D. 11 maggio 1936 e della LL.PP. 25 novembre 1937 questa era la descrizione araldica dello stemma:
(R.D. 11 maggio 1936, LL.PP. 25 novembre 1937)
e questa quella del gonfalone:
ai quali andava aggiunto il Capo del Littorio, poi abrogato a seguito della caduta del fascismo.
All'atto pratico, in difformità rispetto alla blasonatura depositata, lo stemma usato dal comune trasformava la foggia partita in troncata: nella metà superiore rossa si collocava la spada (la cui elsa era d'argento e non d'oro), mentre in quella inferiore azzurra campeggiavano i bisanti (anch'essi argentei e non aurei).
Con l'adozione del titolo di città, la corona turrita è stata adeguata di conseguenza. La discrepanza con la blasonatura è stata peraltro attenuata rendendo aurei i bisanti e l'elsa della spada.

Il gonfalone come usato dall'ente, non conforme alla blasonatura
Lo stemma come dovrebbe apparire secondo la blasonatura
Il gonfalone come dovrebbe apparire secondo la blasonatura

## Monumenti e luoghi d'interesse
La chiesa parrocchiale di San Giovanni Evangelista conserva un artistico organo del 1901, opera di Vincenzo Mascioni di Azzio.

### Chiostro di Voltorre

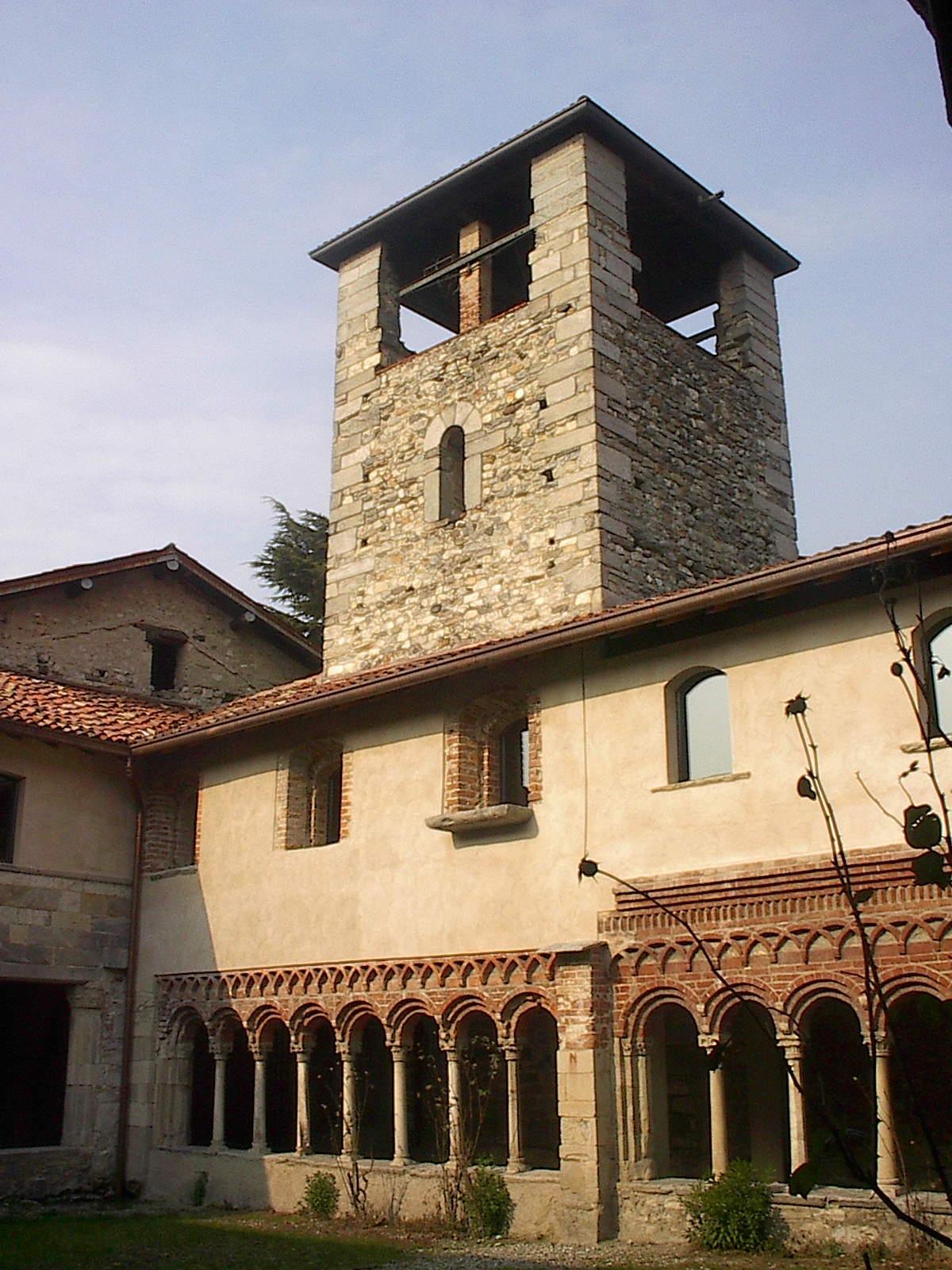
Il Chiostro di Voltorre

Voltorre è una piccola frazione del Comune di Gavirate. Qui sorge l'omonimo chiostro di Voltorre, riconosciuto monumento nazionale nel 1911. Ha origini medievali, che risalgono al 1100-1150. Il complesso monastico venne fondato dai monaci dell'Abbazia di Fruttuaria sopra un complesso preesistente dedicato a San Michele sorto in epoca longobarda.

### Villa De Ambrosis
All'inizio degli anni 1980 il Comune decise di ristrutturare la Villa De Ambrosis, che aveva acquisito nel 1974. La ristrutturazione della pregevole dimora, situata non lontano dal Municipio e costituita da un elegante quadriportico, è stata finalizzata a impiantarvi la nuova sede della biblioteca comunale, inaugurata nel 1997.
Nell'ampia struttura è stato ricavato uno spazio da adibire a Sala Consiliare, predisposta per le sedute del Consiglio Comunale, con una capienza di circa 100 posti e la possibilità anche di accogliere manifestazioni diverse.

### Parco Morselli
Il Parco Morselli sorge nelle vicinanze della chiesa della Santissima Trinità ed è così chiamato in memoria dello scrittore Guido Morselli, che donò il terreno al Comune di Gavirate. Vi si trovano una zona giochi per bambini, un'area pic-nic ed un percorso ginnico. Spettacolare è il panorama visibile dal punto più alto del Parco, dove è possibile ammirare il Lago di Varese, le Alpi piemontesi e le Prealpi varesine.

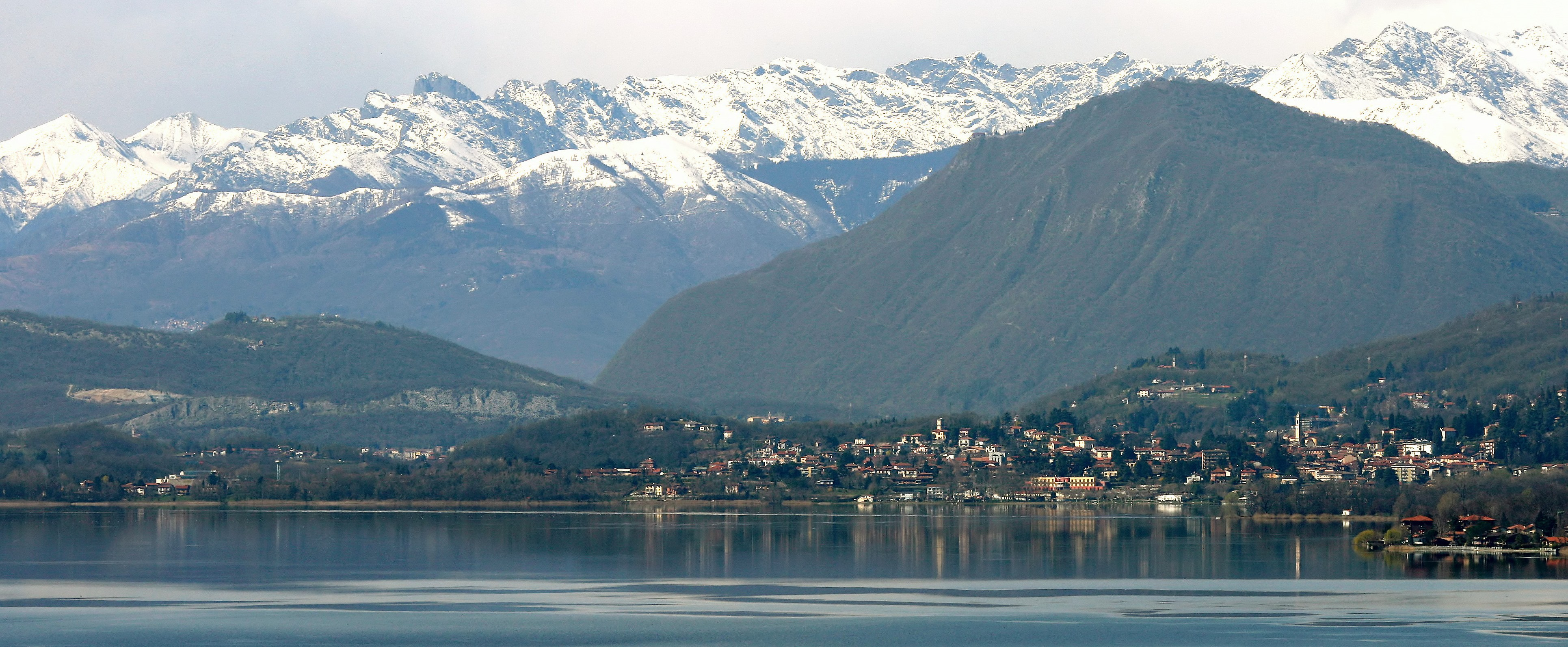
Panorama di Gavirate sullo sfondo delle Alpi

### Museo della pipa
Il museo della pipa di Gavirate è stato costruito verso la fine degli anni 1970 da Alberto Paronelli, il quale decise di esporre i numerosi pezzi raccolti durante i suoi viaggi all'estero. La parte espositiva conta una decina di sale, attrezzate con circa 30.000 pezzi, che comprendono pipe, utensili, macchinari, volumi cartacei, porcellane e terrecotte. La collezione include pipe precolombiane del Messico e dell'America Centrale, pipe francesi e pipe scolpite a mano.

## Ambiente

### Territorio
Dal punto di vista geologico il territorio su cui sorge Gavirate è costituito in gran parte da roccia calcarea sedimentaria di origine marina, stratificatasi nel corso dell'era mesozoica. Sollevamenti tettonici successivi - era cenozoica - hanno dato origine, nell'ambito del più vasto fenomeno dell'orogenesi alpina, al massiccio del Campo dei Fiori, alle cui pendici si trova Gavirate. La parte più bassa del territorio che si affaccia sul lago ed è sede delle frazioni di Voltorre e Oltrona, è costituita perlopiù da detriti alluvionali, portati dai movimenti dei ghiacciai nell'era quaternaria. Altra rilevante caratteristica geologica è rappresentata dal carsismo. Le rocce ricche di calcare sono facilmente erose dall'azione sia meccanica che chimica dell'acqua: in esse, col passar degli anni, si creano grotte, gallerie e anfratti che presentano le tipiche caratteristiche ipogee del territorio carsico, ovvero stalattiti e stalagmiti. Il torrente Tinella, situato nella zona compresa tra Benedetto di Oltrona-Groppello e la strada comunale, ha dato così origine al tunnel denominato “Ponte del Diavolo”, una galleria carsica lunga 18 metri. La galleria è preceduta da una cascatella con cui il torrente Molina confluisce nel Tinella.

### Flora e fauna

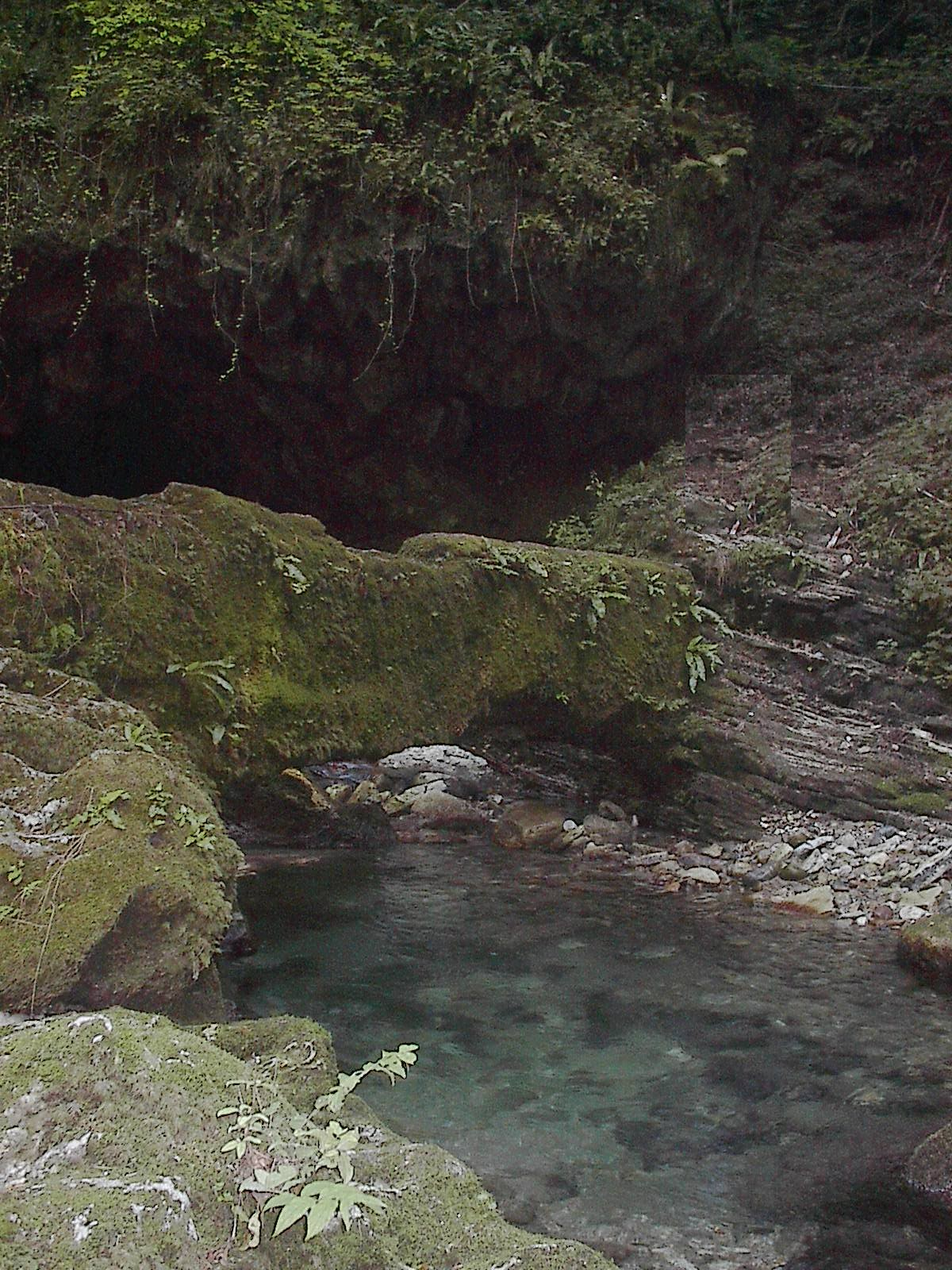
Il Ponte del Diavolo

La fauna e la flora sono una fusione di quella tipica lacustre e boschiva. La fertile zolla del territorio gaviratese è in superficie ricca di humus, ciò permette la crescita di piante ad alto fusto come castani, betulle, faggi, ontani neri, querce, acacie, frassini, ciliegi e noccioli nei pendii più bassi. Nel sottobosco sono presenti fiori delicati come l'anémone epatico, il ciclamino, il bucaneve, l'ellèboro, il garofano, l'iris, il mughetto, la potentilla e il narciso; comuni sono anche i funghi porcini, i finferli e la velenosa amanita falloide. Avvicinandosi alle rive del lago, tra le specie più caratteristiche si possono trovare canneti, ninfee, nannuferi, millefogli d'acqua e castagne di lago.
Per quanto riguarda la fauna, il territorio del Campo dei Fiori ospita una certa quantità di mammiferi quali ad esempio ermellini, faine, donnole, puzzole, lepri, ricci, scoiattoli, pipistrelli, tassi e volpi. Vi sono poi numerosi uccelli stanziali, come gazze, tarabusini, cormorani, nibbi bruni, cigni, starne, germani reali, folaghe; e migratori, come allodole, beccacce, averle, storni, tordi, e capinere. La fauna ittica è costituita da specie più comuni quali il carassio, la scardola, il luccio, il pesce gatto, il lucioperca, il pesce persico e il siluro che, pur essendo una specie non originaria del luogo, è ormai molto comune.  Il siluro non è l'unica specie invasiva presente. Si deve notare per esempio che il gambero rosso proveniente dalla Louisiana ha soppiantato il gambero autoctono, andando a modificare l'ecosistema. Tra le specie tipiche del lago troviamo anche la rana verde, la raganella, la rana di Lataste, la natrice dal collare, il gerro, la libellula imperatore, la damigella e il ditisco.

### Ecologia
Gavirate offre diversi esempi di progetti ecologici. Tra questi spicca per importanza la divisione tra acque chiare e acque scure dei canali fognari, che permette una migliore depurazione idrica (ordinanza comunale n°L.152/99). Un'altra disposizione del comune prevede che tutte le nuove abitazioni dovranno essere dotate di un impianto fotovoltaico, che permetta una parziale autosufficienza. Questo progetto è stato attuato anche dal centro commerciale gaviratese “Campo dei Fiori”, che ha implementato pannelli fotovoltaici sul tetto della struttura, in modo da fornire più della metà dell'energia elettrica necessaria per la sua operatività.
In conformità con questo ideale ecologico è stata anche realizzata CasaKyoto. Il suo basso consumo energetico è garantito, per esempio, da: recuperatori di calore ad elevata efficienza, diversi strati di cappotto isolante di ultima generazione abbinati a vetrate isolanti basso-emissive, pannelli solari per il riscaldamento dell'acqua e celle fotovoltaiche.

## Società

### Evoluzione demografica
- 770 nel 1751
- 1044 nel 1805
- 2764 nel 1809 dopo annessione di Cocquio, Comerio, Trevisago e Voltorre
- 1753 nel 1853
- 1829 nel 1861
- 2788 nel 1901
- 3043 nel 1921

Abitanti censiti

I dati ISTAT antecedenti al 1927 sono una ricostruzione artifioca e non riflettono la realtà dell'epoca.

### Etnie e minoranze straniere
I cittadini stranieri residenti al 31/12/2011 sono 632 di seguito sono indicati i gruppi più numerosi.
| Pos. | Cittadinanza | Popolazione |
| ---- | ------------ | ----------- |
| 1    | Albania      | 106         |
| 2    | Marocco      | 86          |
| 3    | Romania      | 60          |
| 4    | Ucraina      | 37          |
| 5    | Tunisia      | 32          |

## Cultura

### Biblioteche
Nel comune hanno sede due biblioteche:
- Biblioteca comunale "G. Abbiati", via De Ambrosis 11. Possiede un fondo di circa 35.224 volumi e 450 DVD. Dal 2001 fa parte del Sistema Bibliotecario dei Laghi, di cui costituisce una delle quattro biblioteche fondatrici.
- Biblioteca d'Istituto dell'ISIS Edith Stein, via dei Gelsomini 14. Possiede un fondo di circa 11.000 documenti tra libri, fascicoli a stampa e DVD. Da gennaio 2012 la biblioteca fa parte del Sistema Bibliotecario dei Laghi.

### Istruzione
Sul territorio comunale sono presenti istituti d'istruzione di differente ordine e grado.

#### Istituti statali
- Scuola primaria Risorgimento, Largo Rodari 1;
- Scuola primaria San Benedetto, Via 1º maggio, fraz. Voltorre;
- Scuola primaria papa Giovanni XXIII, Via della Gioventù, fraz. Oltrona al Lago;
- Istituto comprensivo (elementare e media) Giosuè Carducci, Via G. Arioli;
- Istituto statale di istruzione superiore Edith Stein, Via dei Gelsomini 14: include Liceo scientifico, Liceo scientifico sportivo, Sistemi informativi aziendali, Relazioni internazionali per il marketing, Costruzioni-ambiente e territorio, Servizi socio sanitari, Turismo, Liceo linguistico.

#### Istituti paritari
- Nido famiglia Lo Smeraldo, Via Monte Rosa 1;
- Asilo Santina Rovera, Via Rovera 24, fraz. Oltrona al Lago;
- Scuola per l'infanzia Fondazione Asilo di Voltorre, Via Asilo 3;
- Scuola materna Crosta, Via Alfio Paolo Graziani 3.

#### Istituti comunali
- Asilo nido comunale, Via Alfio Paolo Graziani 3.

### Cinema e teatri
Sul territorio comunale sono presenti quattro tra sale cinematografiche e teatrali:
- Cinema Garden, via IV Novembre 17;
- Ex Cinema Eden, via Buzzi 2;
- Auditorium comunale, via Gerli Arioli 1;
- Multisala Electric, viale Ticino 82 (all'interno del centro commerciale Campo dei Fiori).

### Media
Nella frazione di Oltrona al Lago è presente la sede di Tele7laghi, stazione televisiva locale che a sua volta ha rilevato l'eredità di Tele Gavirate Riviera nel 1984. La stazione televisiva diffonde il proprio segnale in sei province della Lombardia e in tutto il Piemonte; ciò è possibile grazie ad un potenziamento del sistema di diffusione del segnale, che ne ha aumentato l'area di copertura.

### Letteratura
Gavirate è citata all'interno del volume Favole al telefono di Gianni Rodari, che trascorse gran parte della propria infanzia in città.

### Eventi

#### Carnevale
Durante il periodo del Carnevale si svolge una sfilata di carri allegorici e maschere. La sfilata rende omaggio a Re Scartozz, personaggio legato a un'antica leggenda gaviratese.

#### Festa della zucca

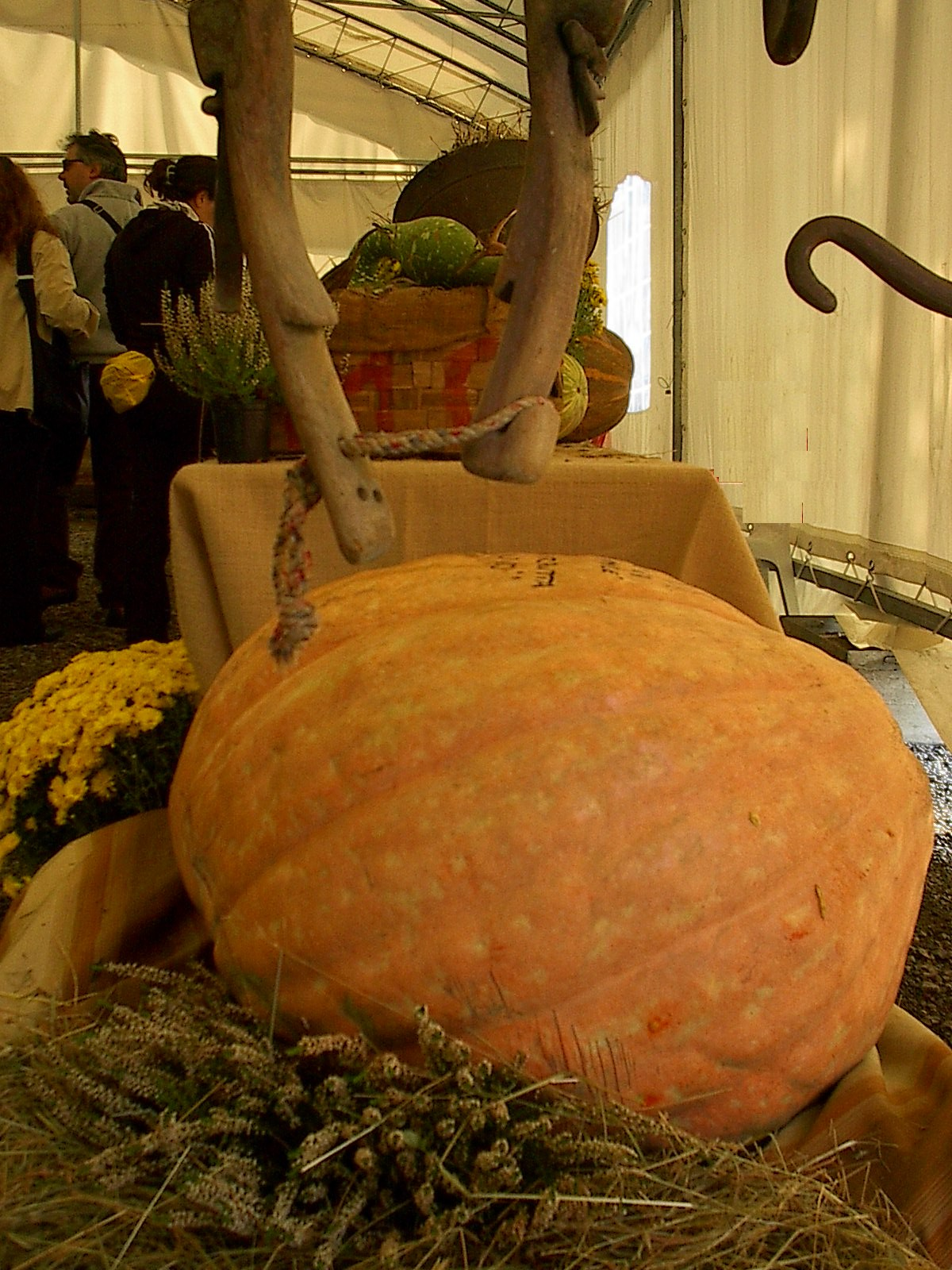
Festa della zucca

La festa della zucca si svolge nel mese di ottobre sul lungolago di Gavirate. In occasione di questo evento vengono esposte zucche, trattori d'epoca e vecchi attrezzi agricoli.

#### Mostra dei presepi
La mostra dei presepi, allestita all'interno di un vagone ferroviario, raccoglie numerose opere costruite con diversi materiali e realizzate da esperti, per ripercorrere la storia della natività in tutto il mondo. La mostra vede la collaborazione del Comune di Gavirate e di FerrovieNord.

#### Raduno nazionale della Vespa Piaggio
Il Raduno nazionale della Vespa Piaggio raggruppa da tutta Italia i possessori di questo mezzo. Il raduno, che generalmente avviene nel mese di luglio, prevede un percorso a tappe nei comuni limitrofi. Il percorso termina a Gavirate con una premiazione.

#### Spettacoli pirotecnici
Nel mese di agosto vengono realizzati vari spettacoli pirotecnici.

### Cucina
Dolce tipico gaviratese sono i brutti e buoni, la cui ricetta locale fu creata nel 1878 alla pasticceria Veniani.

## Economia
Nel comune di Gavirate sono presenti un centinaio di società produttive, di cui un piccolo numero di livello industriale, un numero più ampio di dimensione artigianale (piccole e medie imprese). Il settore secondario comprende aziende attive nei campi: alimentare, chimico, manifatturiero, metallurgico, meccanico ed edile. Per quanto riguarda il settore terziario degne di nota sono l'emittente televisiva Telesettelaghi, aziende di elaborazione informatica e diversi istituti di credito. Accanto a questi due settori, l'agricoltura e l'allevamento sono ancora praticati sul territorio. Il primo gennaio 2007 il comune di Gavirate è entrato a far parte del progetto "Competitività regionale e occupazione", che, con l'aiuto di fondi comunitari, ha lo scopo di aumentare l'occupazione e la concorrenza nel mercato del lavoro.
Per quanto riguarda i livelli occupazionali, aggiornati all'anno 2010, il tasso di occupazione risulta essere del 68,8%; quello di attività del 53,3%; quello di disoccupazione 4,4%.

## Infrastrutture e trasporti

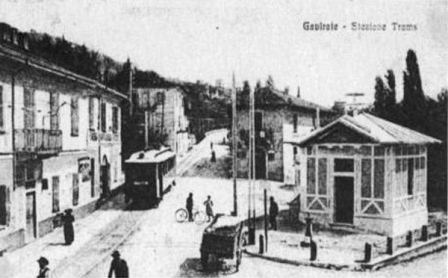
Fermata tranviaria

Il comune è attraversato dalla strada statale 394 del Verbano Orientale e dalle strade provinciali 1 del Chiostro di Voltorre e 50 del Bardello; su di esse sono svolti autoservizi pubblici a cura della società Autolinee Varesine.

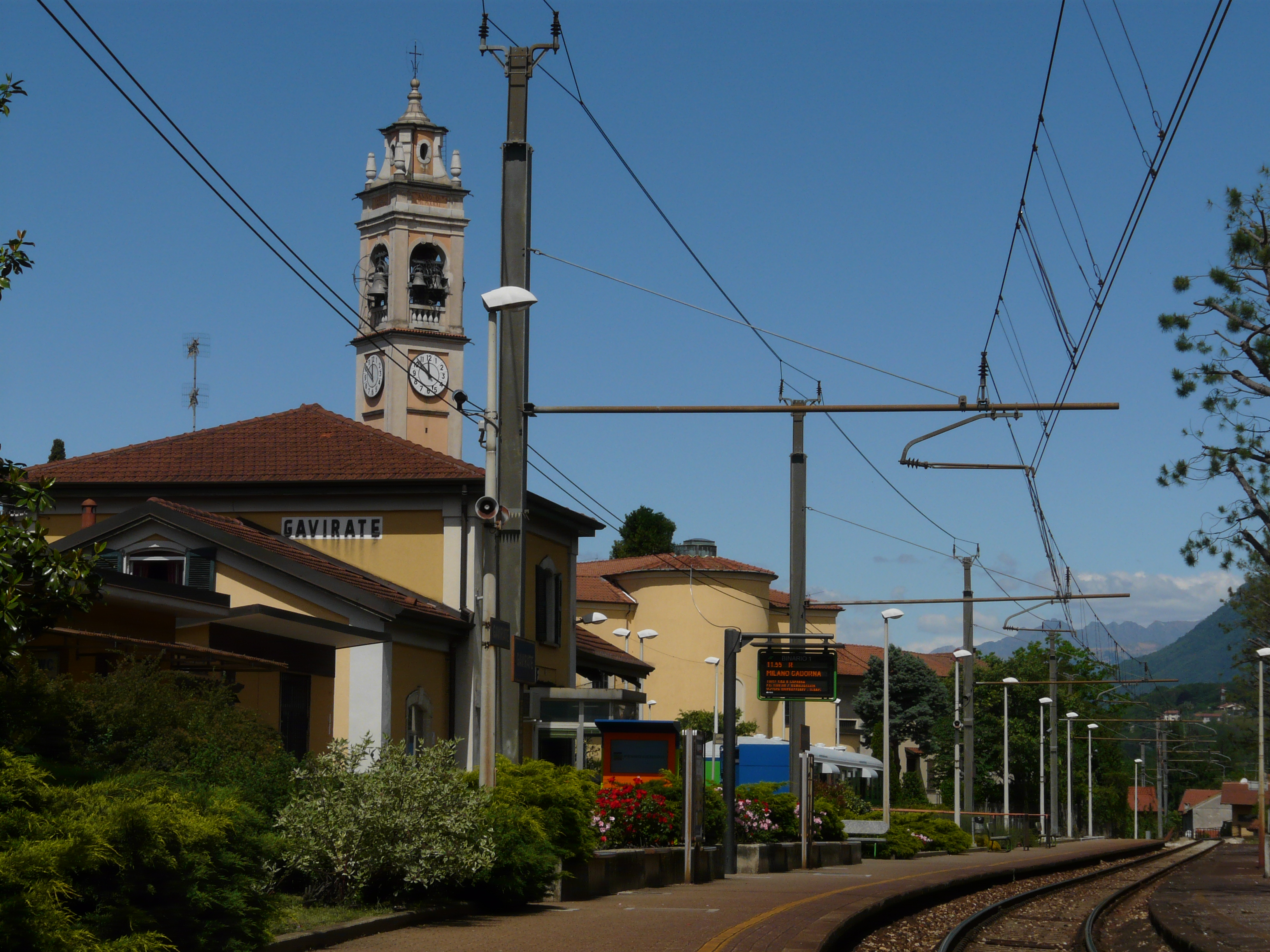
Stazione di Gavirate

Fra il 1914 e il 1940 Gavirate ospitò una fermata della tranvia Varese-Angera, gestita dalla Società Anonima Tramvie Orientali del Verbano (SATOV).
La stazione di Gavirate, il cui fabbricato viaggiatori è affidato alla Proloco cittadina, si trova lungo la ferrovia Saronno-Varese-Laveno della rete FerrovieNord; la fermata di Gavirate Verbano, è attiva nel periodo scolastico a servizio dell'ISIS E. Stein, situato nelle vicinanze.

Entrambi gli impianti sono serviti da treni regionali svolti da Trenord nell'ambito del contratto di servizio stipulato con la Regione Lombardia.

## Sport
Gavirate ospita dal 2011 l'European Training Centre, succursale dell'Australian Institute of Sport (il centro polisportivo gestito dal governo di Canberra), che costituisce il punto d'appoggio in Europa per la preparazione degli atleti australiani di canottaggio, canoa, ciclismo, atletica leggera e altre discipline.

### Canottaggio

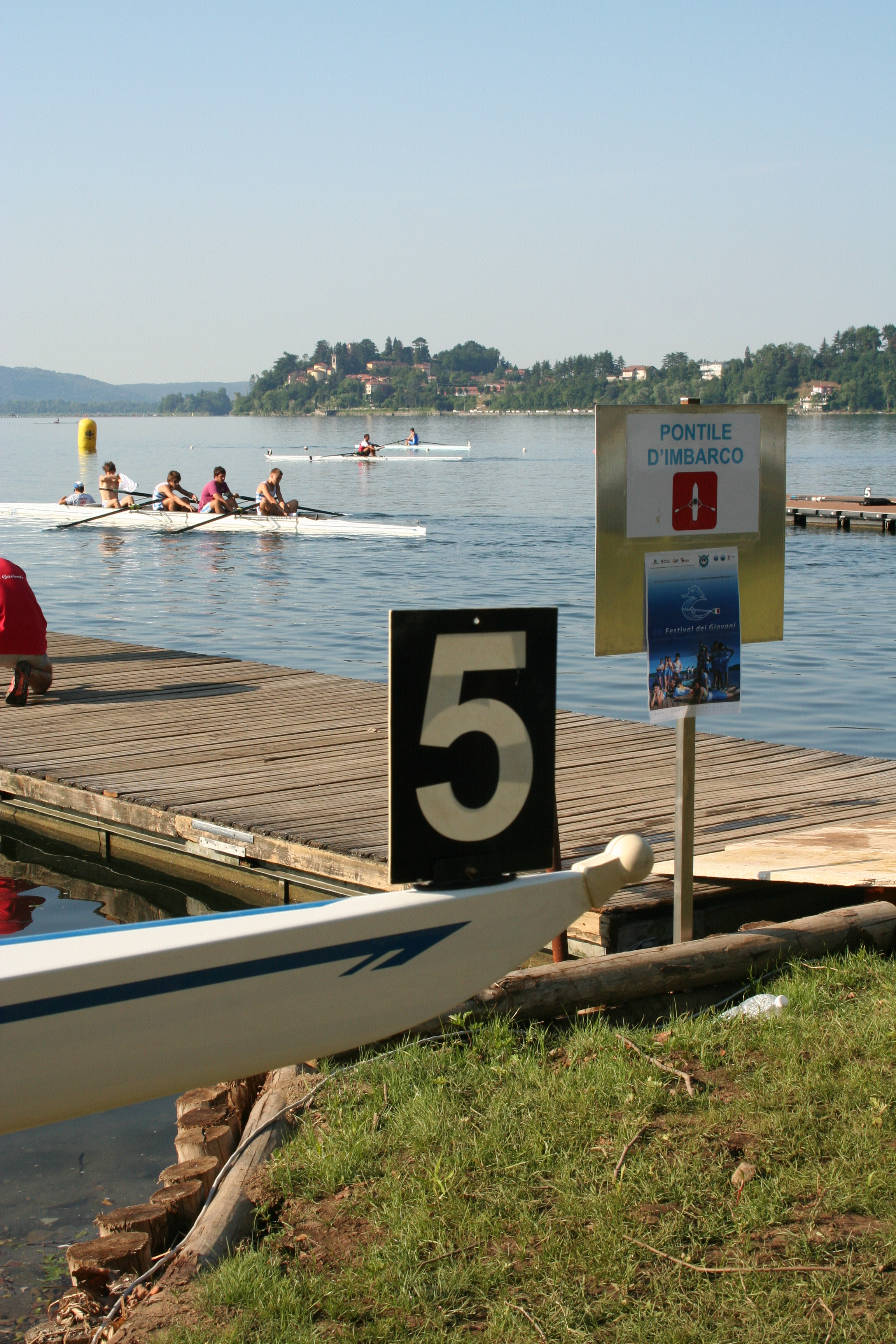
Gara di canottaggio

La Canottieri Gavirate, nata nel 1960 come Canottieri Ignis, è tra le prime società nazionali in termini di prestigio e risultati nel proprio settore agonistico. Atleti provenienti dalla società gaviratese hanno partecipato a:
- Giochi olimpici
  - Sydney 2000: Giovanni Calabrese nel doppio senior;
  - Atene 2004: Elia Luini nel doppio pesi leggeri;
- Giochi Paralimpici
  - Pechino 2008: Graziana Saccocci e Alessandro Franzetti.

### U.P. Gavirate

#### Sezione atletica leggera
L'Atletica Gavirate è una società nata nel 1991 con l'idea di realizzare un gruppo amatoriale giovanile che portasse l'atletica leggera nel territorio comunale. Il gruppo è composto da circa 100 atleti iscritti nelle varie categorie e nelle seguenti discipline: corsa di velocità, corsa di mezzofondo, corsa ad ostacoli, salto in lungo, salto in alto, getto del peso, lancio del giavellotto, lancio del vortex, lancio del disco e lancio del martello. Sede dell'attività è il polisportivo stadio Vittore Anessi.

#### Sezione calcio
Il Gavirate Calcio, fondato nel 1992, ha trascorso tutta la propria storia nel calcio dilettantistico. Sede dell'attività è il già citato stadio Vittore Anessi.

### Pista ciclopedonale
La pista ciclopedonale del Lago di Varese, realizzata intorno allo stesso lago, comprende i comuni di: Gavirate, Varese, Buguggiate, Azzate, Galliate Lombardo, Bodio Lomnago, Cazzago Brabbia, Biandronno e Bardello con Malgesso e Bregano. La pista è lunga 28,1 km e presenta una pendenza media inferiore al 5%; è stata recentemente collegata con la pista ciclopedonale del Lago di Comabbio. Da qualche anno i comuni sopracitati prendono parte al progetto "Abbracciamo il lago", nel tentativo di entrare nel Guinness dei Primati. In questo evento, che vede la partecipazione di residenti e turisti, si cerca di ricoprire l'intera lunghezza della pista tenendosi per mano.

## Amministrazione

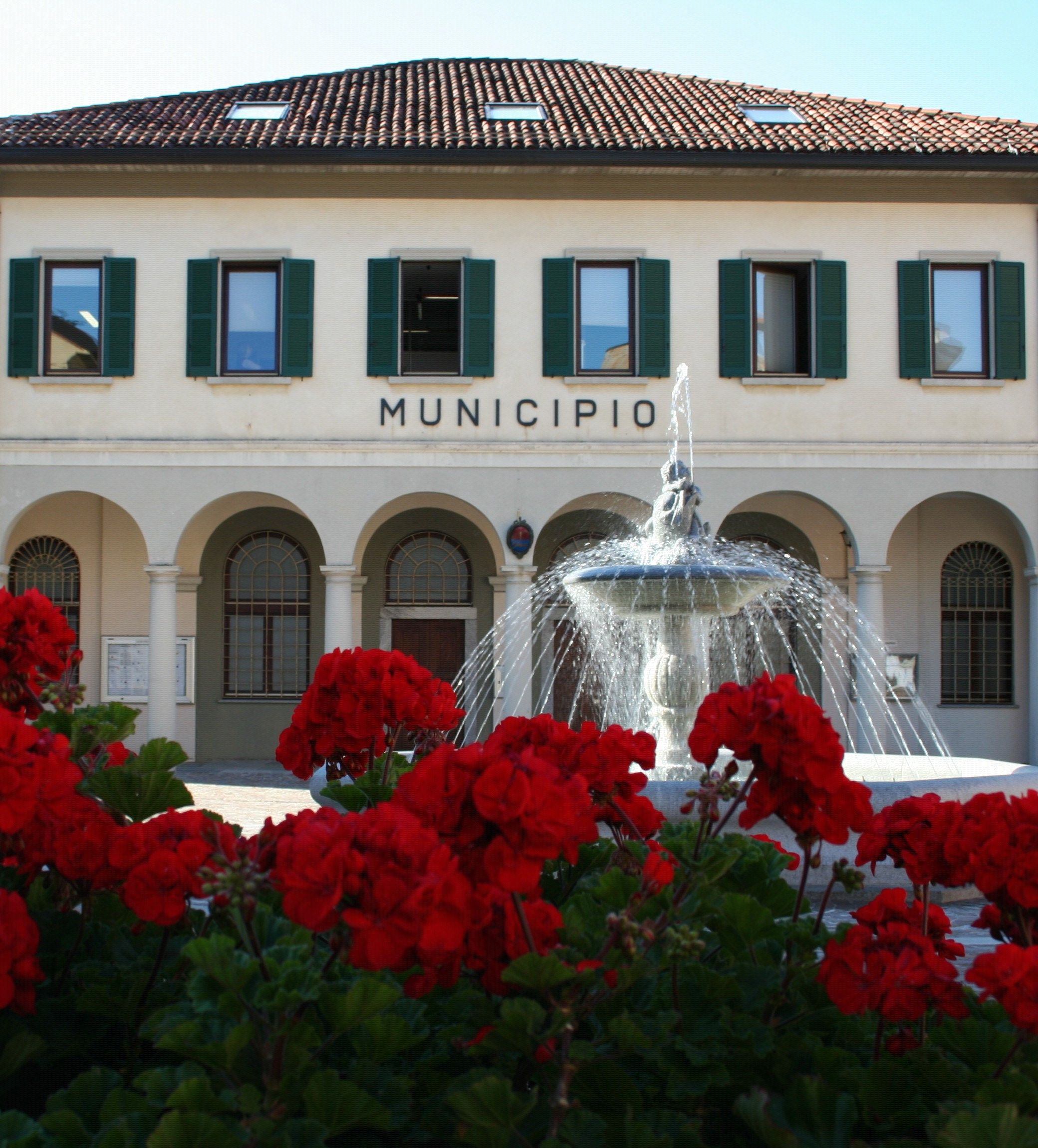
Municipio

Di seguito una lista dei sindaci di Gavirate dalla Liberazione (25 aprile 1945) in poi.
| Nome                 | Data di elezione | Termine della carica |
| -------------------- | ---------------- | -------------------- |
| Giuseppe Maggioni    | 1945             | 1946                 |
| Luigi Miglierina     | 1946             | 1950                 |
| Pietro Buzzi         | 1951             | 1953                 |
| Giovanni De Bernardi | 1953             | 1965                 |
| Mario Tibiletti      | 1965             | 1975                 |
| Romano Oldrini       | 1975             | 1990                 |
| Gianangelo Bravo     | 1990             | 1992                 |
| Romano Oldrini       | 1992             | 1995                 |
| Giovanni Alberio     | 1995             | 2004                 |
| Felice Paronelli     | 2004             | 2014                 |
| Silvana Alberio      | 2014             | 2024                 |
| Massimo Parola       | 2024             |                      |